# 抱朴道院

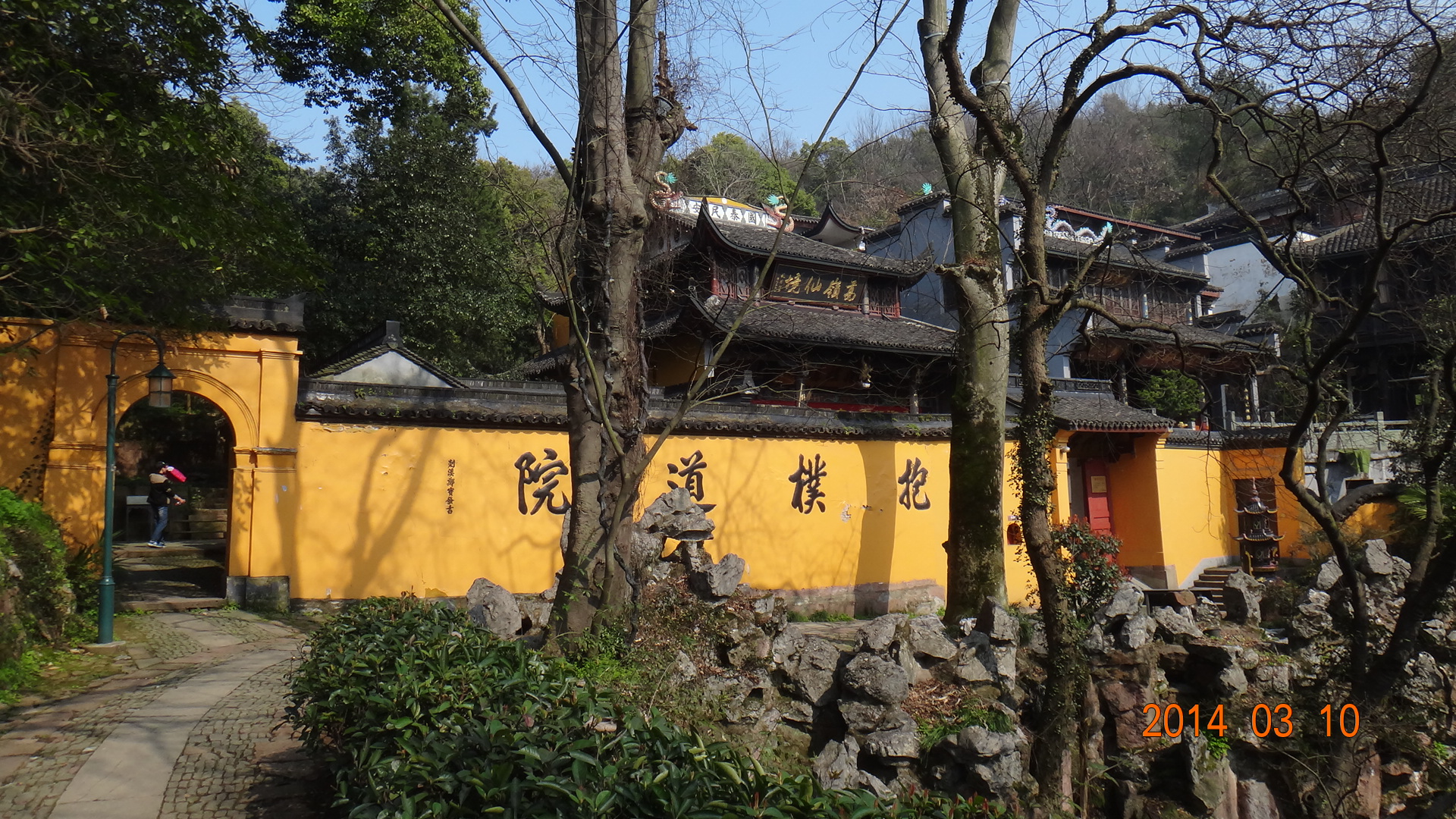
抱朴道观入口

抱朴道院，位于浙江省杭州市西湖区葛岭，是道教宫观。

## 历史
抱朴道院位于葛岭半山腰，又称葛仙庵、抱朴庐。葛岭地处杭州西湖北岸宝石山中，因相传东晋道士葛洪（自号“抱朴子”）曾在此炼丹而得名。传说葛洪在这里修道期间，经常为当地民众采药治病、开通山路。唐朝时为纪念葛洪而建“葛仙祠”。南宋时此地建为御花园之一的集芳园，后为丞相贾似道所有，并在院中新建红梅阁、半间草堂作为私家别墅。元朝毁于战火，明朝重建并改称“玛瑙山居”，清朝修葺并改称“抱朴道院”，此名沿用至今。自明清时期至今历经多次重建和重修。过去，葛岭抱朴院与黄龙洞、玉皇山合称西湖三大道院。文革期间，抱朴道院被园林部门占用。1982年由道教界收回管理。1983年，抱朴道院被定为道教全国重点宫观。
2001年6月起，杭州市道教协会主持修复抱朴道院的殿堂及神像。2003年1月11日，抱朴道院修复竣工，举办了神像开光仪式，正式重新对外开放。抱朴道院现为杭州道教协会所在。2011年西湖成功申遗，抱朴道院与道教文化列入西湖文化景观世界遗产名录。
1992年6月，杭州抱朴道院音乐团（后改为法务团）成立，以青年乾、坤道为主。当时抱朴道院的道士们将工尺谱译为简谱、韵谱后学习。1995年后又请徐宏图、曹本治教授记谱，整理出一套乐谱，收录在图书《杭州抱朴道院道教音樂》中。1992年11月，以高信一为团长的杭州抱朴道院法务团以杭州道教音乐团的名义赴深圳参加香密湖中华大庙会，这次活动有21家单位参加，杭州道教音乐团是唯一代表道教的乐团，受到全国政协副主席程思远接见，程思远还现场亲题“弘扬华夏民族文化”。1993年6月，杭州抱朴道院法务团应中国道教协会邀请，到北京参加中国道教协会举办的两岸四地“罗天大醮”。2004年，杭州抱朴道院法务团应邀参加新加坡第四届道教音乐节，获新加坡总统纳丹接见。2014年8月，杭州市第五批非物质文化遗产申遗成功，其中包括杭州道教音乐。

## 建筑
抱朴道院面朝杭州西湖，背依葛岭。抱朴道院外的主要建筑有：
- 穹门：位于葛岭山麓，赭黄色，砖石结构。中央开一拱形门洞，门洞正上方嵌有“葛岭”石匾。门洞两侧的墙上分别有“抱朴”、“道院”四字，并有两副对联[1][4]。
- 阶梯：进入穹门拾阶而上，经过流丹阁，可到葛岭山腰的四角方亭，这段路上有古柏、清泉，石壁上题刻有“人间福地”、“不亚蓬瀛”等。再自涤心池拾阶而上，便可抵达抱朴道院[1][4]。

如今的抱朴道院，四周围墙为黄色，墙顶覆青瓦。抱朴道院的主要建筑有：
- 葛仙殿：为正殿，坐西北朝东南，重檐歇山顶，木结构楼阁式。殿内正中供葛洪像，两侧是纯阳祖师像、朱大天君像[1][4][3]。
- 半闲草堂：位于葛仙殿东北侧，重檐歇山顶，木结构楼阁式[1][4][3]。
- 红梅阁：位于葛仙殿东南侧，重檐歇山顶，木结构楼阁式。红梅阁内有木刻画廊，其中包括戏曲《李慧娘》的故事[1][4][3]。
- 抱朴庐：位于葛仙殿东南侧，重檐歇山顶，木结构楼阁式[1][4][3]。
- 抱朴道院遗址：2010年4月至6月，杭州市文物考古所开展了对抱朴道院遗址的考古调查，对葛仙殿西北侧葛岭西南坡上、下层台地进行清理，发现了晚清至中华民国初期的道教建筑遗迹。
- 炼丹台[1][4][3]
- 炼丹井[1][4][3]
- 葛仙庵碑：立于明朝，记述葛洪生平以及来这里结庐炼丹的过程[1][4][3]。
- 初阳台：位于葛岭顶端，可观日出，是钱塘十景之一[3]。
- 双钱泉：位于院中，水质甜美[3]。